# An Xuyên (provincie)
An Xuyên is een voormalige provincie van Zuid-Vietnam en was een van de 22 provincies van dit land. De provincie was een voortzetting van de provincie van de Democratische Republiek van Vietnam Cà Mau. De provincie An Xuyên werd in 1956 opgericht. De hoofdstad van de provincie was Quản Long.
Na de hereniging van Noord-Vietnam en Republiek Zuid-Vietnam tot de Socialistische Republiek Vietnam in 1976 is de provincie opgeheven. De provincie werd gesplitst in Cà Mau en Minh Hải.